# Teatro Nuovo Gian Carlo Menotti
 (juin 2023).
Si vous disposez d'ouvrages ou d'articles de référence ou si vous connaissez des sites web de qualité traitant du thème abordé ici, merci de compléter l'article en donnant les références utiles à sa vérifiabilité et en les liant à la section « Notes et références ».
Pour les articles homonymes, voir Teatro Nuovo.
Le Teatro Nuovo Gian Carlo Menotti (litt. « Nouveau Théâtre Gian Carlo Menotti ») est le principal théâtre de Spolète et, avec 800 places, le plus grand théâtre à l'italienne de l'Ombrie. 

## Histoire
le Teatro Nuovo Gian Carlo Menotti a été construit d'après le projet de l'ingenieur Ireneo Aleandri entre 1854 et 1864 sur l'emplacement d'une église et d'un monastère démolis pour l'occasion. Inauguré le 3 août 1864 sous le nom de Teatro Nuovo, le projet a été fortement soutenu par la bourgeoisie locale qui considérait le Teatro Caio Melisso comme trop petit pour ses besoins. Une importante restructuration a débuté dans les années 1990 pour s'achever en 2007.
En 2010, le théâtre a été rebaptisé en mémoire de Gian Carlo Menotti, l'un des principaux compositeurs italiens du XXe siècle, fondateur du Festival dei due mondi organisé à Spolète depuis 1958.

## Sources
- (it) Cet article est partiellement ou en totalité issu de l’article de Wikipédia en italien intitulé « Teatro Nuovo "Gian Carlo Menotti" » (voir la liste des auteurs).